# Mešita Tekeli Mehmeta Paši

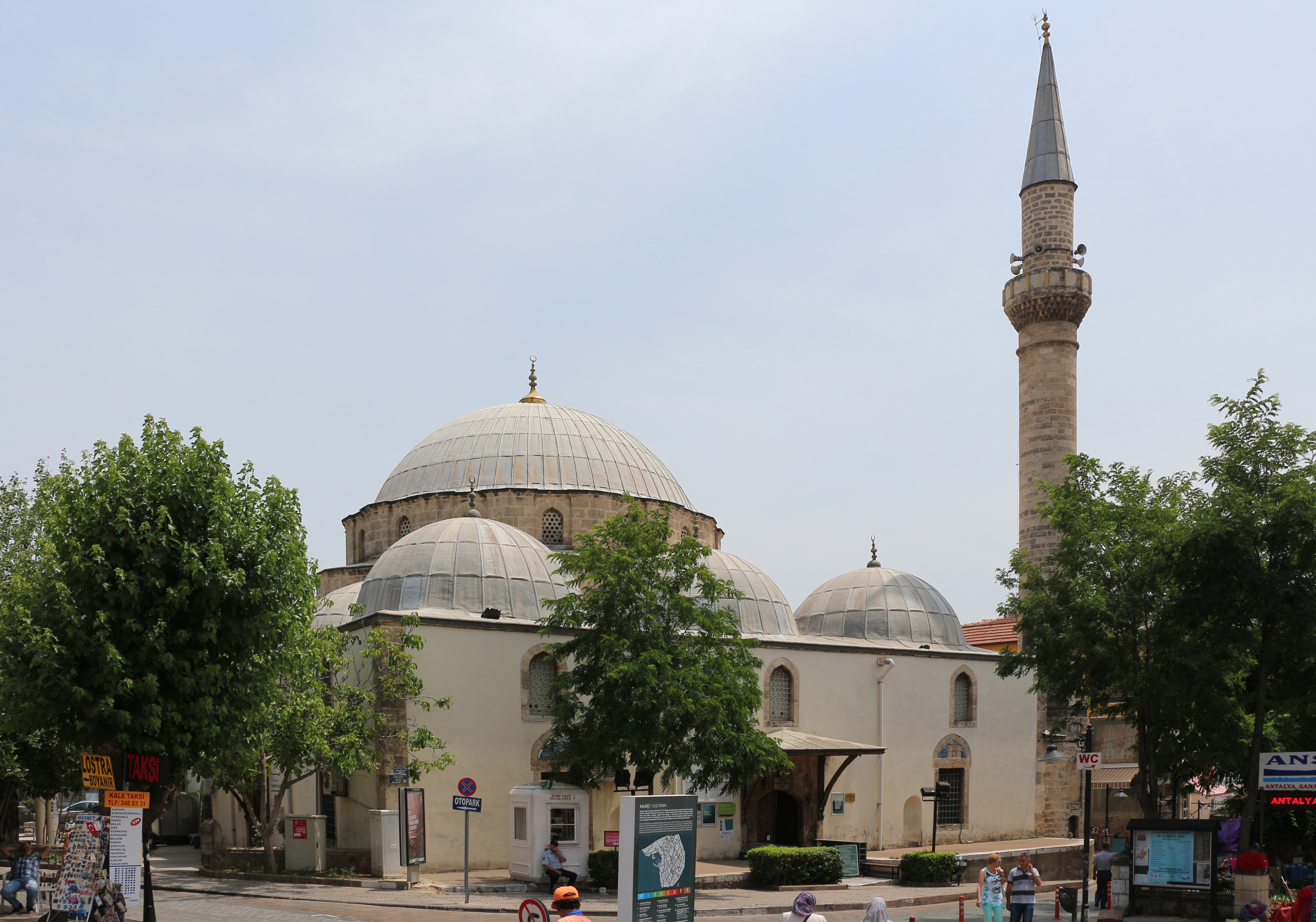
Mešita Tekeli Mehmeda Paši v Anatolii

Mešita Tekeli Mehmeta Paši (turecky: Tekeli Mehmet Paşa Camii) je mešita ve městě Antalya v Turecku. Jméno nese po Lala Mehmedovi Pašovi.

## Architektura

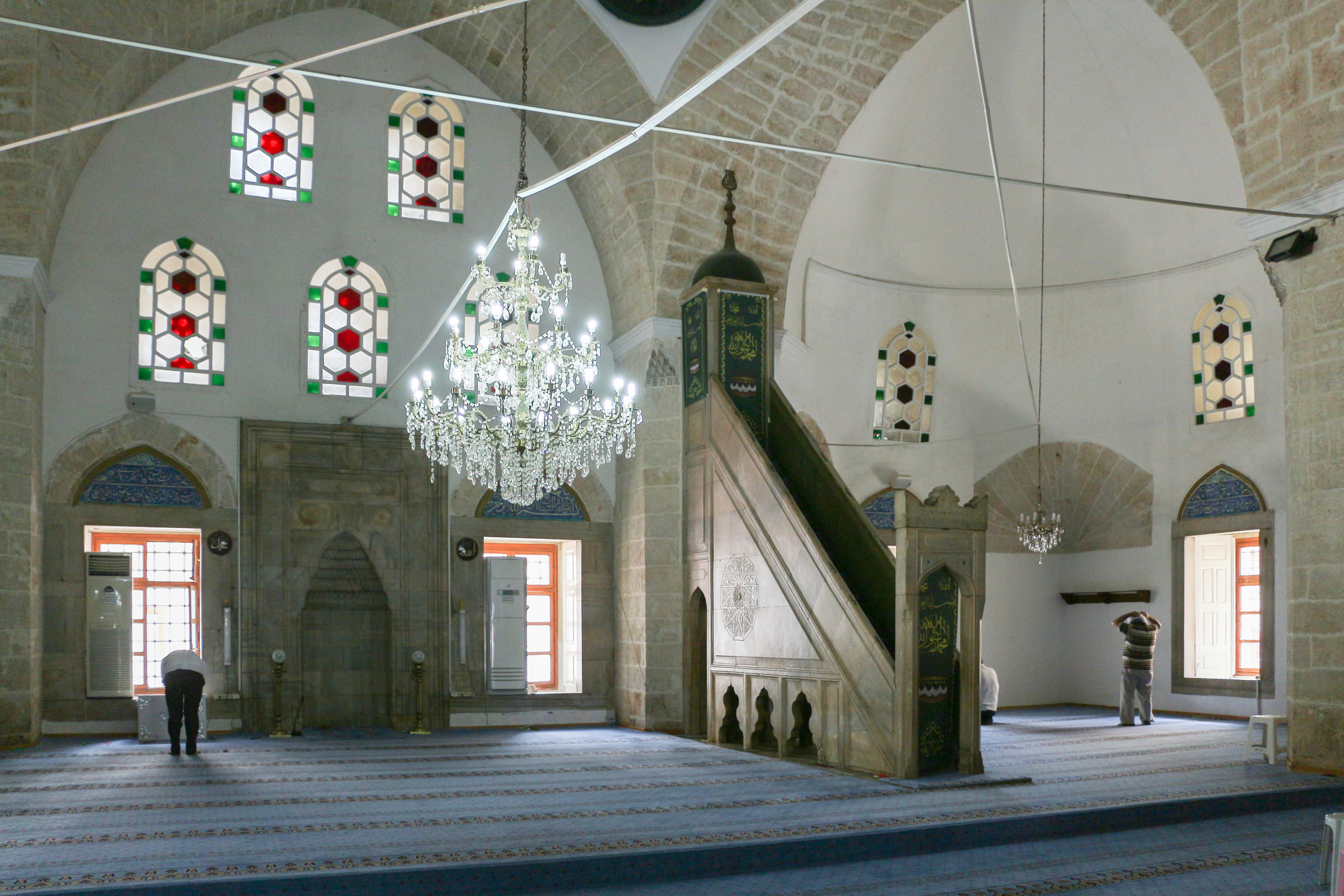
Interiér mešity

Byla vybudována v 18. století v městské části Kalekapisi. Mešita je jednou z nejdůležitějších osmanských mešit ve městě. Hlavní dóm, který se tyčí na okraji, je doplněn třemi menšími dómy, jedním na východě, západě a jihu, stejně jako tři dómy na severu. Kachlové dlaždice jsou zdobeny verši z koránu okolo oken a na severní straně. Vevnitř je možné najít také tuto výzdobu.